# Beslag (voedsel)

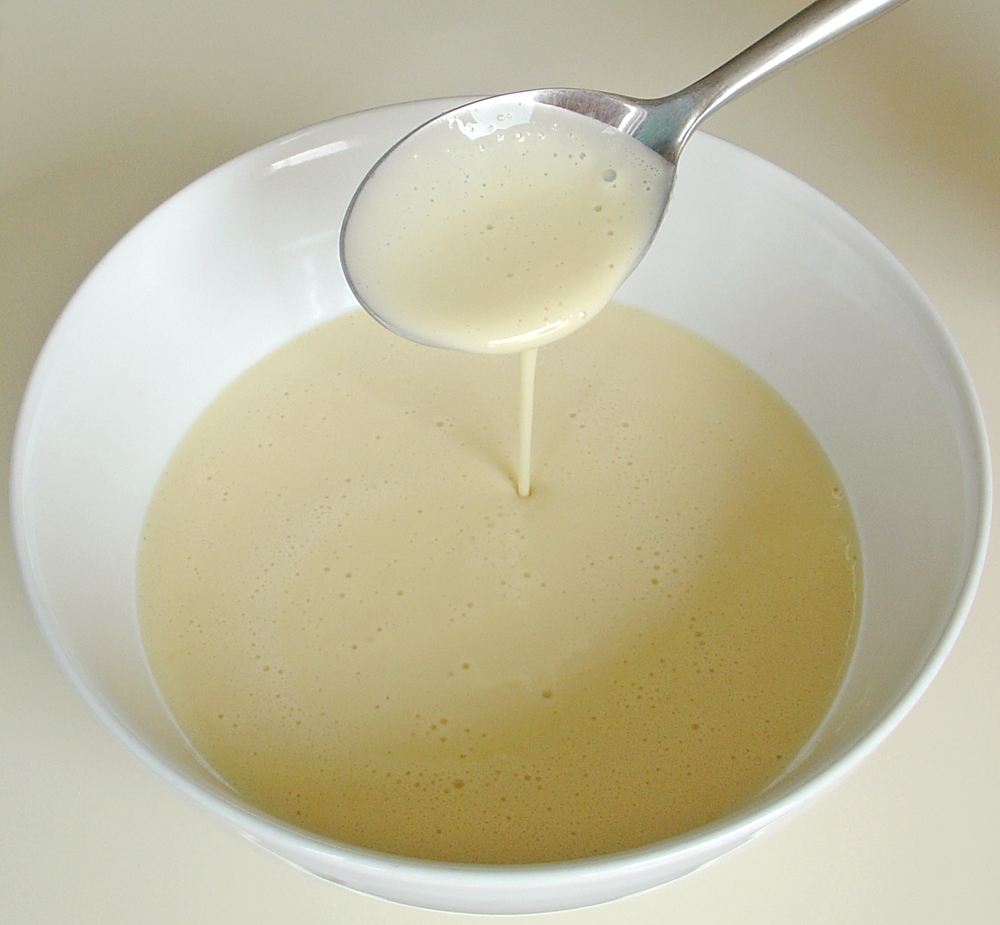
Pannenkoekenbeslag

Beslag is een basisproduct in de keuken voor de bereiding van zeer uiteenlopende soorten voedsel. Het bestaat in principe uit meel en water of een andere vloeistof (melk, bier) waaraan eventueel zout en ei worden toegevoegd. Anders dan deeg is beslag vloeibaar en wordt het niet gekneed, maar geroerd. 
Het gebruik van beslag gebeurt op verschillende manieren: 
- Het beslag wordt in een hete koekenpan of op een ander heet oppervlak gegoten en gebakken.
- Een eetbaar product zoals fruit of vis, wordt in het beslag ondergedompeld en vervolgens gefrituurd.
- Het beslag wordt in een vorm gegoten en in een oven gebakken
- Het beslag wordt in kleine delen in kokend water gegoten, gekookt tot het een vaste vorm heeft en vervolgens in een oven afgebakken.

Voor beslag wordt meel gebruikt van diverse graansoorten (tarwe, rijst, maïs, sorghum etc) en van andere zetmeelrijke gewassen zoals cassave. Door kort te mengen en geen vet te gebruiken wordt het activeren van gluten tegengegaan, waardoor het eindproduct niet zo stevig en "taai" wordt als bij deegsoorten het geval is. Door water te vervangen door bier blijft meer lucht in het beslag achter.

## Gebruik van beslag

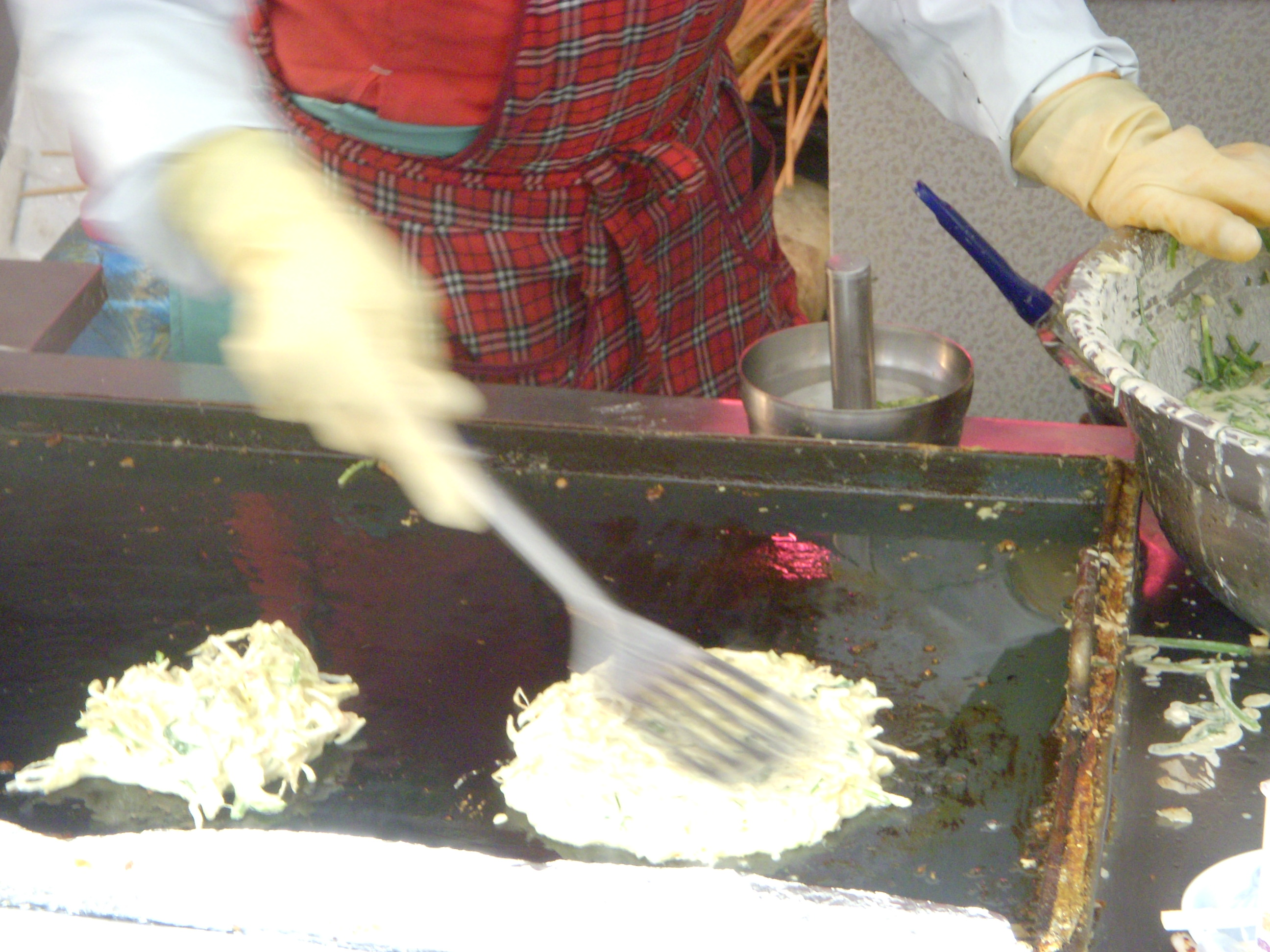
Koreaanse Jeon of jun

### Beslag om direct te bakken in de oven
- Cakebeslag. bestaat uit meel, eieren, boter, suiker, eventueel zout, en diverse smaakstoffen zoals vanille
- Kapselbeslag (basis voor een taart)

### Beslag om in koekenpan te bakken
- Pannenkoeken
- Crèpes
- Poffertjes
- Taco's
- Wraps
- Cassavekoeken

### Beslag om producten mee te frituren
- voor inktvisringen (calamares), zoals in de Portugese keuken;
- voor uienringen;
- voor vis (zoals in de Engelse Fish and chips);
- voor tempura in de Japanse keuken;
- voor Jeon of Jun, Koreaanse gevulde rijstpannekoek;
- voor een gefrituurde Marsreep.
- voor appelbeignets of andere zoete beignets

### En ook
- biscuitbeslag: een beslag dat bestaat uit eieren die au bain-marie luchtig worden geklopt met suiker, waarna het gemengd wordt met bloem. Het vormt de basis voor de meeste gangbare taarten.
- Moscovisch beslag: een beslag dat maar volgens één verhouding gemaakt kan worden. De eiwitten en eidooiers worden apart stijf geklopt, elk met de helft van de suiker. De koude boter wordt fijngehakt met de bloem, maïzena en zout. Het botermengsel gaat eerst bij de eiwitten en dan meteen het eigeel erop. Snel maar luchtig door elkaar spatelen en bakken. De enige juiste verhouding is op 1 ei, 20 gram kristalsuiker, 6 1/4 gram maïzena, 18 3/4 gram bloem, 1/4 gram zout en 20 gram harde boter.